# Silicon Teens
Silicon Teens es el nombre de un grupo "inventado" por el músico inglés Daniel Miller, que publicó tan solo un álbum en 1980. El proyecto se debió aparentemente a que Miller buscó no reutilizar su nombre artístico The Normal, sin embargo Silicon Teens fue también un proyecto fugaz y después de él Miller se abocó a la producción.

## Discografía
Con el nombre Silicon Teens, Miller practicó ese extraño extremismo al que suelen llegar los músicos del género electrónico creando una suerte de primer grupo virtual, no porque haya sido el primero pero en su momento no se reveló públicamente la verdad, de lo cual hasta la fecha nadie le ha dado reconocimiento al respecto, pues Miller vistió a cuatro modelos como los "miembros", llamándolos Darryl, Jacki, Paul y Diane. El disco contó con la participación de Eric Hine y Eric Radcliffe encargándose de la ingeniería, y el propio Miller bajo el nombre de Larry Least como su productor. El álbum se constituyó solo de versiones de éxitos de los cincuenta y sesenta interpretados en forma de synth pop.
El álbum se publicó en 1980 a través de Mute, el sello de Miller, solo en disco de vinilo de 12 pulgadas por su duración al contener 14 temas; para 1985 encontró una reedición vía RCA Victor en España, y hasta 1993 se publicó en formato digital con 16 temas.
Edición en LP
| Disco uno 1. Memphis, Tennessee 2. Yesterday Man 3. Doo-Wah-Diddy-Diddy 4. T.V. Playtime 5. You Really Got Me 6. Chip 'N Roll 7. Do You Love Me? | Disco dos 1. Let's Dance 2. Oh Boy 3. Sweet Little Sixteen 4. State of Shock (part two) 5. Just Like Eddie 6. Red River Rock 7. Judy in Disguise |

Edición en CD
1. Memphis, Tennessee
2. Yesterday Man
3. Doo-Wah-Diddy-Diddy
4. T.V. Playtime
5. You Really Got Me
6. Chip 'N Roll
7. Do You Love Me?
8. Let's Dance
9. Oh Boy
10. Sweet Little Sixteen
11. State of Shock (part two)
12. Just Like Eddie
13. Red River Rock
14. Judy in Disguise
15. Let's Dance
16. Sun Flight